# بهشت بازیافته
بهشت بازیافته (به انگلیسی: Paradise Regained) شعری نوشته شده توسط شاعر انگلیسی جان میلتون است که اولین بار در سال ۱۶۷۱ منتشر شد.
محتوایی که در آن ظاهر شد همچنین شامل نمایشنامه خواندنی در خانه سامسون آگونیستس این شاعر بود. بهشت بازیافته با شعر حماسی قبلی و مشهورتر او، بهشت گمشده، متصل است که آن مضامین کلامی مشابهی را به اشتراک می‌گذارد. درواقع، عنوان آن، استفاده از آیه خالی و پیشرفت آن در طول تاریخ مسیحی، کارهای قبلی را به یاد می‌آورد. با این حال، این تلاش در درجه اول با وسوسه فریب مسیح که در انجیل لوقا بازگو شده‌است، سروکار دارد.
میلتون آهنگ Paradise Request درخواست بهشت را در کلبه خود درChalfont St Giles در باکینگهام شایر ساخت. بهشت بازیافته چهار کتاب فصل است و شامل ۲۰۶۵ خط است. در مقابل، بهشت گمشده ۱۲ کتاب دارد و شامل ۱۰٬۵۶۵ خط است. همین‌طور، باربارا کی لوالسکی این اثر را «حماسه کوتاه» عنوان کرده‌است.
در حالی که بهشت گمشده مزین به سبک و تزئین نظمش/یا آیه آن، بهشت بازیافته به سبک کاملاً ساده انجام می‌شود. به‌طور مشخص، میلتون استفاده از تشبیه را کاهش می‌دهد و نحو ساده‌تری را در بهشت بازیافته از آنچه در بهشت گمشده به کار می‌برد، مستقر می‌کند و این با توصیف کتاب مقدس از سادگی عیسی مسیح در زندگی و تعالیم او مطابق است (در حماسه، او مزامیر عبری/یهودی را به شعر یونانی ترجیح می‌دهد)
ویرایشگران مدرن معتقد هستند که سبک ساده بهشت بازیافته، بلوغ شاعرانه میلتون را نشان می‌دهد. این به این معنا نیست که این شعر هیچ وابستگی با کارهای قبلی میلتون ندارد، اما عالمان همچنان با پیشنهاد نورثروپ فرای مبنی بر اینکه بهشت بازیافته در اجرای شاعرانه «عملاً بی نظیر است» موافق هستند.

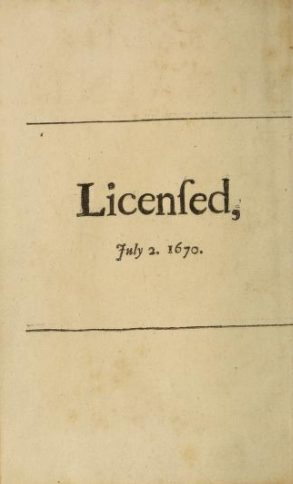
عکس روی جلد بهشت بازیافته، حدود سال ۱۶۷۱.

یک مفهوم با اهمیت که در سرتاسر بهشت بازیافته مورد تأکید است، ایده برگشت است. همان‌طور که از عنوانش پیداست، میلتون تلاش می‌کند تا «از دست دادن» بهشت را معکوس کند؛ بنابراین، تضادها غالباً در کنار یکدیگر یافت می‌شوند و این ایده را تقویت می‌کنند که هر آنچه در حماسه اول از دست رفته بود، با پایان این «حماسه کوتاه» بازیابی خواهد شد. علاوه بر این، این کار بر ایده «گرسنگی»، هم به معنای تحت‌اللفظی واقعی هم به معنای معنوی متمرکز است. عیسی پس از چهل روز سرگردانی در بیابان، برای غذا گرسنگی کشید. شیطان، بسیار نابینا برای دیدن هر معنی غیر واژه ای از این اصطلاح، به مسیح غذا و وسوسه‌های مختلف دیگر می‌دهد، اما عیسی به‌طور مکرر او را انکار می‌کند. اگرچه عیسی میلتون به‌طور قابل توجهی انسان است، اما تمرکز اختصاصی بر این بعد از شخصیت او، عناصر الهی تقابل عیسی با شیطان را پنهان می‌کند. عیسی پیروز می‌شود و شیطان حیرت‌زده سقوط می‌کند.
یک حکایت جالب توسط کوئکر به نام توماس الوود بازگو شده‌است، مقداری بینش در مورد پیشرفت بهشت بازیافته را فراهم می‌کند. الوود پس از مطالعه زبان لاتین نزد میلتون و خواندن حماسه شاعر، بهشت گمشده اظهار داشت: "در اینجا چیزهای زیادی از بهشت گمشده گفتی، اما در مورد بهشت پیدا شده چه می‌گویی؟" با شنیدن این حرف، میلتون ابتدا " قبل از تغییر موضوع "" مدتی در فکر فرورفت "؛ اما مدتی پس از آن او نسخه جدیدی از کتاب با عنوان " بهشت بازیافته "را به الوود نشان داد. در یک نامه، میلتون حقیقت را منتقل کرد که آن باعث می‌شد الوود احساس الهام بخشی برای شعر کند.